# هرازدان
هرازدان (بالأرمنية: Հրազդան)‏ هي منطقة تقع في أرمينيا في محافظة كوتايك. يقدر عدد سكانها بـ 53,400 نسمة ومساحتها 22 كم2 وترتفع عن سطح البحر 1,675 متر.

## المناخ
يظهر الجدول التالي التغييرات المناخية على مدار السنة لهرازدان:
| البيانات المناخية لـهرازدان       | البيانات المناخية لـهرازدان | البيانات المناخية لـهرازدان | البيانات المناخية لـهرازدان | البيانات المناخية لـهرازدان | البيانات المناخية لـهرازدان | البيانات المناخية لـهرازدان | البيانات المناخية لـهرازدان | البيانات المناخية لـهرازدان | البيانات المناخية لـهرازدان | البيانات المناخية لـهرازدان | البيانات المناخية لـهرازدان | البيانات المناخية لـهرازدان | البيانات المناخية لـهرازدان |
| الشهر                             | يناير                       | فبراير                      | مارس                        | أبريل                       | مايو                        | يونيو                       | يوليو                       | أغسطس                       | سبتمبر                      | أكتوبر                      | نوفمبر                      | ديسمبر                      | المعدل السنوي               |
| --------------------------------- | --------------------------- | --------------------------- | --------------------------- | --------------------------- | --------------------------- | --------------------------- | --------------------------- | --------------------------- | --------------------------- | --------------------------- | --------------------------- | --------------------------- | --------------------------- |
| متوسط درجة الحرارة الكبرى °م (°ف) | −0.4 (31.3)                 | 0.2 (32.4)                  | 4.2 (39.6)                  | 10.3 (50.5)                 | 15.3 (59.5)                 | 19.9 (67.8)                 | 23.4 (74.1)                 | 23.6 (74.5)                 | 20.5 (68.9)                 | 14.9 (58.8)                 | 7.7 (45.9)                  | 1.9 (35.4)                  | 11.8 (53.2)                 |
| المتوسط اليومي °م (°ف)            | −5.2 (22.6)                 | −4.5 (23.9)                 | −0.7 (30.7)                 | 4.7 (40.5)                  | 9.4 (48.9)                  | 13.4 (56.1)                 | 16.6 (61.9)                 | 16.8 (62.2)                 | 13.3 (55.9)                 | 8.5 (47.3)                  | 2.7 (36.9)                  | −2.4 (27.7)                 | 6.1 (42.9)                  |
| متوسط درجة الحرارة الصغرى °م (°ف) | −9.9 (14.2)                 | −9.2 (15.4)                 | −5.5 (22.1)                 | −0.8 (30.6)                 | 3.5 (38.3)                  | 6.9 (44.4)                  | 9.9 (49.8)                  | 10.1 (50.2)                 | 6.2 (43.2)                  | 2.2 (36.0)                  | −2.3 (27.9)                 | −6.7 (19.9)                 | 0.4 (32.7)                  |
| الهطول مم (إنش)                   | 19 (0.7)                    | 23 (0.9)                    | 35 (1.4)                    | 55 (2.2)                    | 89 (3.5)                    | 74 (2.9)                    | 46 (1.8)                    | 38 (1.5)                    | 30 (1.2)                    | 41 (1.6)                    | 32 (1.3)                    | 19 (0.7)                    | 501 (19.7)                  |
| المصدر: Climate-Data.org          |                             |                             |                             |                             |                             |                             |                             |                             |                             |                             |                             |                             |                             |